# Mont Orohena
Le mont Orohena est un sommet de France, en Polynésie française, sur l'île de Tahiti.

## Géographie
Culminant à 2 241 mètres d'altitude, il est le plus haut sommet de Tahiti, des îles du Vent, de l'archipel de la Société et de la Polynésie française. Il est le septième sommet au monde et le premier français en ce qui concerne l'isolation topographique : la montagne plus élevée la plus proche est le mont Ngauruhoe d'une altitude de 2 279 mètres, situé en Nouvelle-Zélande, à 4 128 kilomètres à vol d'oiseau en direction du sud-ouest.

## Ascension
Pour accéder au sommet de la montagne, il faut effectuer une randonnée de plus de six heures depuis la ville de Mahina, en passant par les plateaux du Moto Fefe, du Pihaaiateta et du Pito Hiti qui offrent une vue sur Tahiti et les îles voisines de l'archipel de la Société.

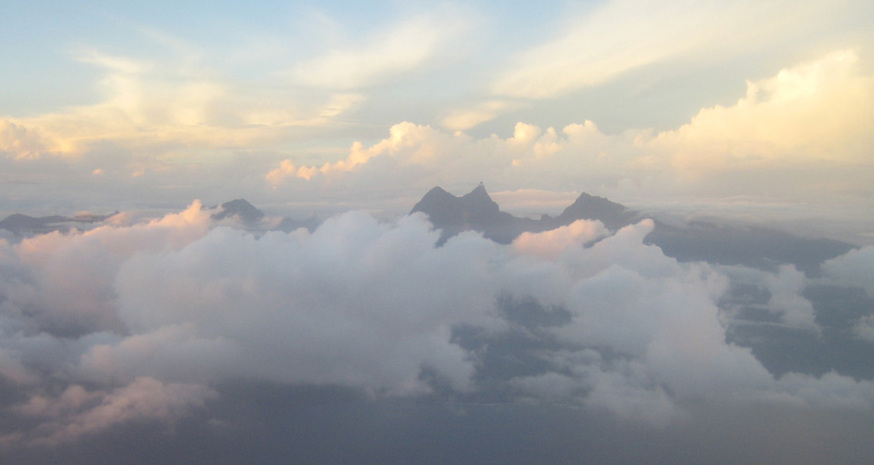
Vue aérienne du mont Orohena.